# St. Margarethen (Salzhemmendorf)

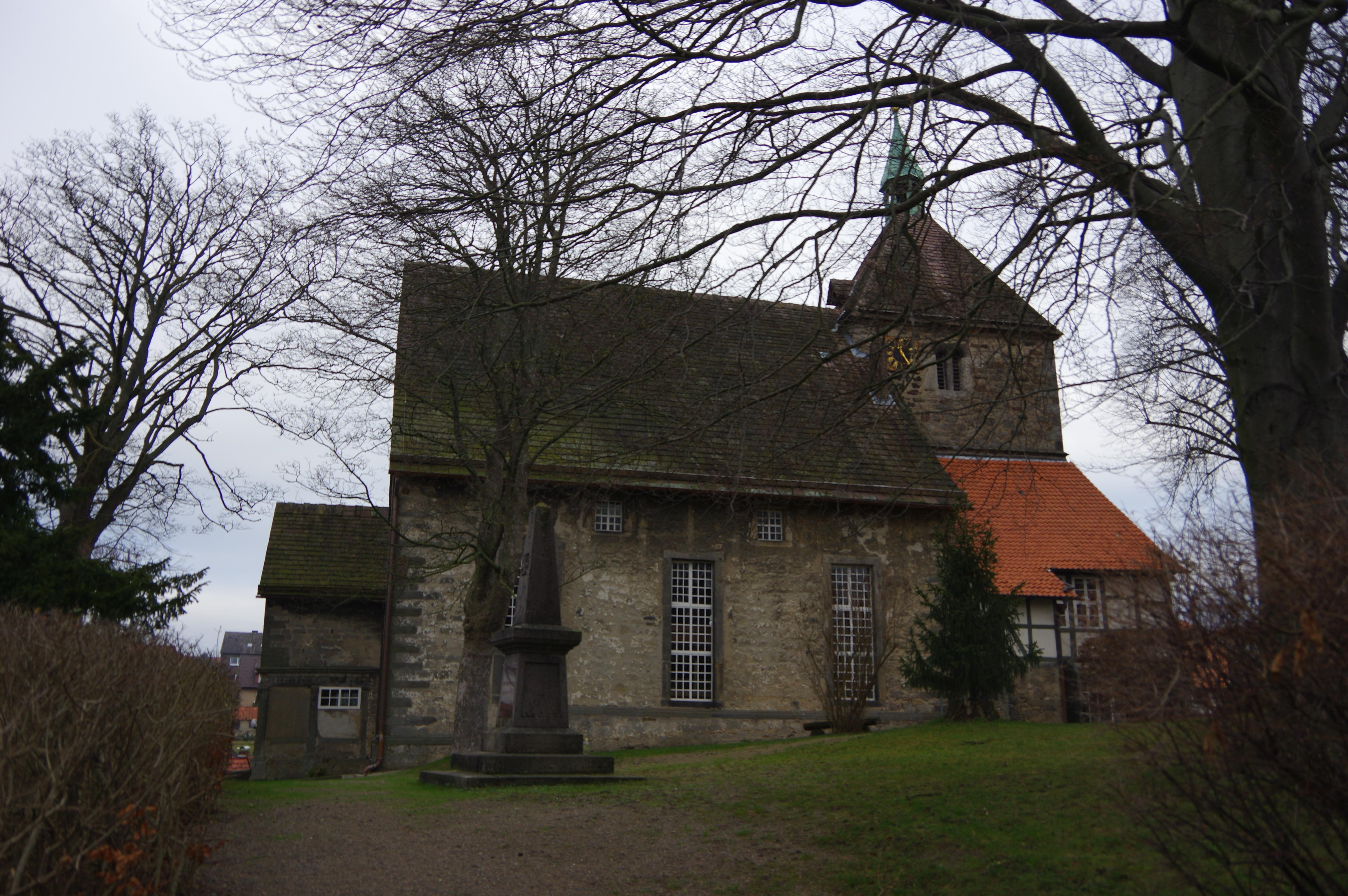
St. Margarethen

Die Kirche St. Margarethen steht in Salzhemmendorf, einem Flecken im Landkreis Hameln-Pyrmont von Niedersachsen. Sie steht unter Denkmalschutz und gehört zur evangelisch-lutherischen Kirchengemeinde Hemmendorf im Kirchenkreis Hildesheimer Land-Alfeld im Sprengel Hildesheim-Göttingen der Evangelisch-lutherischen Landeskirche Hannover.

## Beschreibung
Die Saalkirche wurde 1609/1610 gebaut. Der fast quadratische Kirchturm des Vorgängerbaus mit Schießscharten und Klangarkaden aus der 1. Hälfte des 15. Jahrhunderts im Osten des Langhauses wurde beibehalten. Das Langhaus wurde 1609 nach Süden verbreitert. Im südöstlichen Winkel zwischen Turm und Langhaus wurde 1683 die Sakristei aus Holzfachwerk angebaut, die innen mit einem Tonnengewölbe überspannt ist. Der mit einem Kreuzrippengewölbe auf zierlichen Konsolen überspannte Chor befand sich seinerzeit im Erdgeschoss des Chorturms. An seinen Wänden sind  Reste von Seccomalerei aus der 2. Hälfte des 15. Jahrhunderts vorhanden, die 1987 freigelegt wurde. 1781 wurde der Turm über dem Traufgesims mit einem Zeltdach bedeckt, aus dem sich ein Dachreiter mit einer sechsseitigen offenen Laterne erhebt, die sich in einem schlanken Helm fortsetzt. 
Der Innenraum ist mit einer kassettierten hölzernen Flachdecke überspannt, die an zentraler Stelle ein Stütze hat. Die Emporen und die Priechen wurden um 1830 eingebaut. Zur Kirchenausstattung gehört das auf einer einfachen Mensa stehende, laut Inschrift 1427 gebaute Altarretabel im ehemaligen Chor, das Margareta von Antiochia geweiht ist. Die spätklassizistische hölzerne Altar-Kanzel-Wand in Form der Fassade eines Tempels wurde um 1830 gebaut. Seitlich befinden sich Durchgänge zur Sakristei bzw. zum alten Chorraum. 
Die erste Orgel wurde 1912 von Heinrich Faber gebaut. Die heutige mit 29 Registern, verteilt auf 2 Manuale und Pedal, wurde 2010 vom Orgelbau Romanus Seifert & Sohn im alten Prospekt errichtet.